# 12477 Haiku
12477 Haiku este un asteroid din centura principală, descoperit pe 4 martie 1997 de Spacewatch.